# Avitailleur (astronautique)
Pour les articles homonymes, voir Avitailleur.

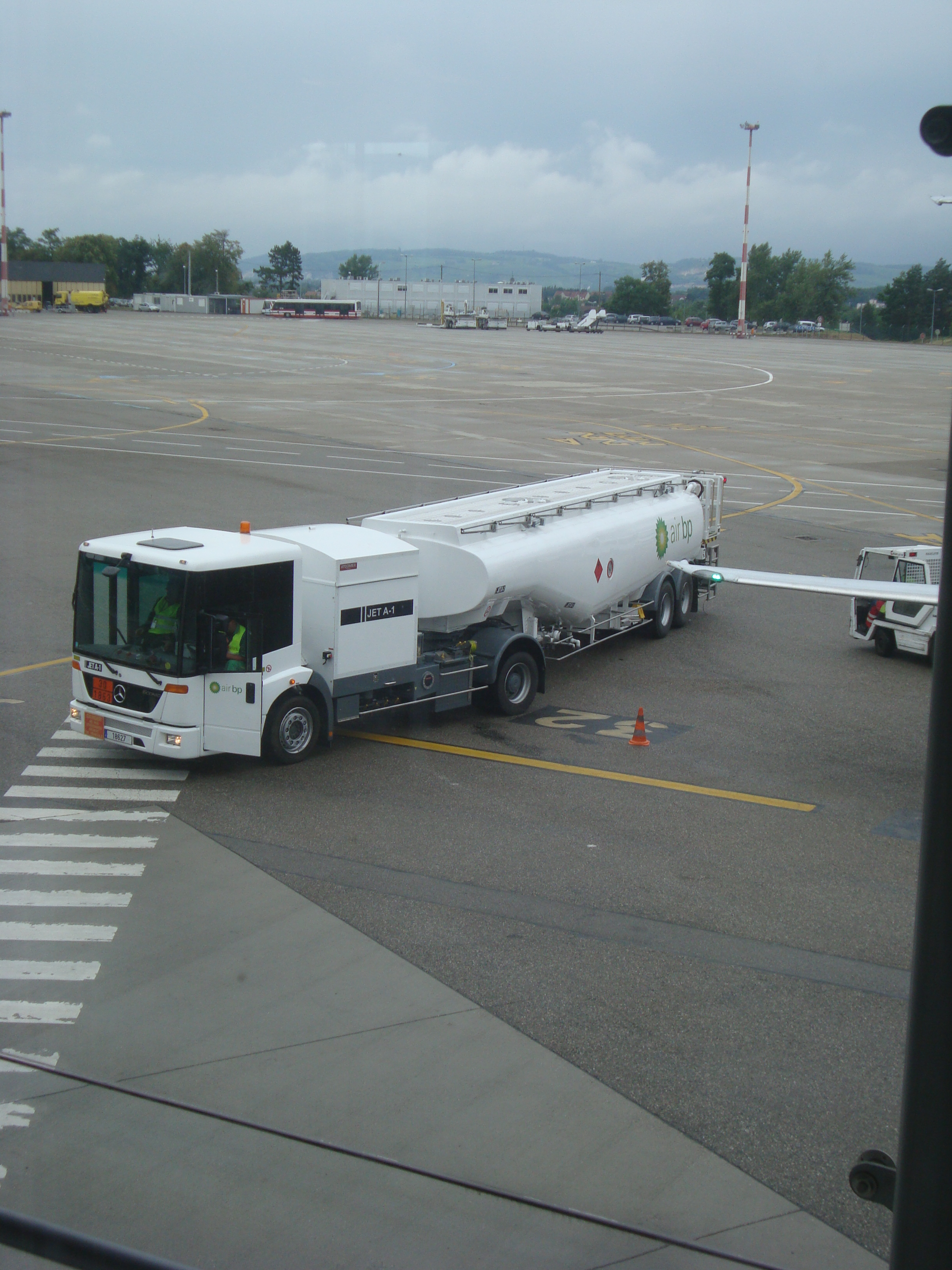
Un avitailleur sur l'aéroport de Bâle-Mulhouse.

En astronautique, un avitailleur est un véhicule-citerne destiné à assurer le transport des ergols liquides et le remplissage des réservoirs d'un engin spatial. Les termes correspondants en anglais sont fuelling vehicle, bowser, fuelling cart.